# Juliette Ducordeau
Juliette Ducordeau (22 dicembre 1998) è una fondista francese.

## Biografia
Attiva dal febbraio del 2014, la Ducordeau ha esordito in Coppa del Mondo il 7 dicembre 2019 a Lillehammer in un inseguimento (50ª) e ai Campionati mondiali a Planica 2023, dove si è classificata 26ª nella 10 km, 16ª nella 30 km, 27ª nello skiathlon e 6ª nella staffetta; non ha preso parte a rassegne olimpiche.

## Palmarès

### Coppa del Mondo
- Miglior piazzamento in classifica generale: 50ª nel 2023